# Єрмак Тимофійович
Єрма́к Тимофі́йович (1532 (1534 або 1542) — 6 (16) серпня 1585) — отаман донських козаків, розбійник, ватажок походу на Сибірське ханство, «підкорювач Сибіру» в російській (царській, радянській і новій російській) історіографії, що поклав початок завоюванню споконвічно тюркських сибірських земель Московським царством. Його у Російській Федерації вважають національним героєм.
До 1917 року походження імені (а ймовірно прізвиська) Єрмак вважали тюркським; за тюркським «єрмек» або «ермек» — це вільний від родини чоловік, одинак, людина сама по собі[джерело?].
Влітку 1577 року напав на московське посольство, яке з дарами князя Івана IV Грозного для шаха прямувало до Персії. Вбивши московського посла Карамишева та стрільців, що його супроводжували, привласнив шахські дари та втік. Іван IV засудив Єрмака та його розбійний загін до страти. Для порятунку власного життя та життя своїх людей за гроші родини купців Строганових напав на тюркського хана Кучума, останнього володаря Сибірського ханства. У російських джерелах пишуть, що Строганови залучили Єрмака, щоб захищати свої володіння, а насправді, щоб нападати на Сибірське ханство та відвойовувати собі їхні землі.
У загін Єрмака входили представники багатьох соціальних станів, також він був етнічно строкатим (у нього, крім іншого, входили комі-зиряни та інші, фіно-угри та представники решти покорених народів, часто були провідниками). У ті часи таких розбійних угрупувань на Волзькому торговому шляху було багато. Вони жили з пограбувань та розбою московських купецьких караванів, торговців з астраханських татар, казахів, тощо. Підтвердженням цього є чолобитні царю від «старих» козаків, наприклад один з товаришів Єрмака козак Гаврила Ільїн писав, що він 20 років «полевал» з Єрмаком у Дикому полі.
Після кількох перемог над військом хана загін Єрмака 26 жовтня (6 грудня) 1582 року зайняв столицю Сибірського ханства — Кашлик.
Уночі проти 6 (16) серпня 1585 року хан Кучум несподівано напав на загін Єрмака і знищив його. Поранений Єрмак, одягнений в тяжку броню, втопився у річці Вагай (притока Іртиша), коли спробував втекти з місця битви.

## Вшанування пам'яті

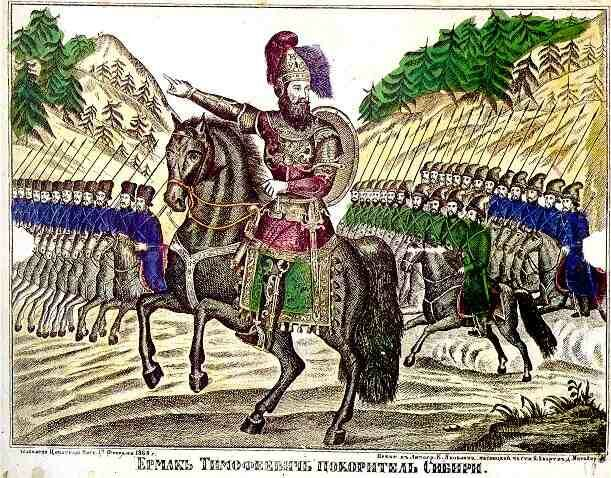
«Єрмак — упокорювач Сибіру»,
російська народна лубкова картинка XIX ст.

- Єрмак-камінь — скельний масив у Кунгурському районі Пермського краю, на території заповідника[джерело?] «Предуральє»;
- Єрмак — лавовий купол на захід від діючого вулкана Іван Грозний;
- Єрмак — бухта на заході острова Зустрічей;
- Також на його честь названі провулки та вулиці у різних населених пунктах колишнього СРСР.
- 4681 Єрмак — астероїд головного поясу, відкритий 8 жовтня 1969 року, який назвали на честь отамана;
- У 1899 році було збудовано перший криголам, який назвали «Єрмак» (прослужив до 1960). У 1974 році було збудовано ще один криголам «Єрмак», який буде донором запчастин для іншого криголаму у 2022 році [3].
- «Єрмак» (Анґарськ) — хокейна команда з Анґарська (РФ). Заснована у 1959 році;

## Образ у мистецтві
Єрмак увійшов до російського уральського, в тому числі, й народного лубкового образотворчого мистецтва, до кіно, зокрема, радянського.
Література:
- історична драма О. С. Хомякова «Єрмак» (перекладена українською Скоморовським Келестином) (1825);
- драма Полєвого М. О. — «Єрмак Тимофійович, або Волга та Сибір» (1845);
- роман російського письменника Василя Гнутова «Подвиг Єрмака» (1986);

Скульптура:
- робота Антокольського Марка Матвійовича «Єрмак» (1891);

Фільми:
- «Єрмак Тимофійович — підкорювач Сибіру» — німий художній короткометражний фільм Василя Гончарова (1914);
- «Єрмак» — російський історичний мінісеріал (1996);